# Émile Lognay
Émile Lognay (* 30. März 1930 in Paris; † 1. Mai 2008 in Vayrac) war ein französischer Radrennfahrer und nationaler Meister im Radsport.

## Sportliche Laufbahn
1948 siegte er im Grand Prix de Paris im Sprint der Amateure. 1949 konnte er den Sieg wiederholen. Die nationale Meisterschaft im Sprint der Amateure gewann er 1950, im Finale schlug er Louis Gérardin. Daraufhin wechselte er zu den Unabhängigen und gewann bei der Meisterschaft der Berufsfahrer den 2. Platz hinter Jacques Bellenger. Den Titel der Profis gewann er dann 1952.